# Comité de liaison des mouvements pédagogiques
Le Comité de liaison des mouvements pédagogiques (CLIMOPE) est un organisme français créé en 1985 par l’Institut national de recherche pédagogique (INRP) et neuf mouvements pédagogiques.  
Il poursuit trois objectifs :
- construire une relation dynamique entre les mouvements pédagogiques et l’INRP ;
- contribuer plus efficacement à la rénovation de l’éducation ;
- aboutir à une reconnaissance et une interaction des lieux multiples de recherche et d’innovation dans le domaine de l’éducation.

## Mouvements membres
Le CLIMOPE regroupe les mouvements suivants : 	
- Association française pour la lecture (AFL)
- Centre d'entraînement aux méthodes d'éducation active (CEMEA)
- Cercle de recherche et d'action pédagogiques (CRAP)
- Éducation et Devenir (E&D)
- Fédération des œuvres éducatives et de vacances de l'éducation nationale  (FOEVEN)
- Fédération Nationale des Francas
- Groupe français d'éducation nouvelle (GFEN)
- Institut coopératif de l'école moderne - Pédagogie Freinet (ICEM - Pédagogie Freinet)
- Ligue de l'enseignement
- Office central de la coopération à l'école (OCCE)

Le CLIMOPE n'inclut pas les mouvements pédagogiques de l'enseignement privé français. Des mouvements comme la pédagogie Montessori, la pédagogie Steiner-Waldorf et l'Association Nationale pour le développement de l'Éducation Nouvelle n'en font pas partie.